# Скуби-Ду: Заплахата на робопомияра
„Скуби-Ду: Заплахата на робопомияра“ (на английски: Scooby-Doo! Mecha Mutt Menace) е анимационен телевизионен филм от 2013 г., базиран на „Скуби-Ду“ и е четвъртия специален филм, който е издаден директно на DVD. Премиерата му е на 24 септември 2013 г. в DVD изданието 13 Spooky Tales: Ruh-Roh Robot.

## Актьорски състав
- Франк Уелкър – Скуби-Ду/Фред Джоунс
- Матю Лилард – Шаги Роджърс
- Минди Кон – Велма Динкли
- Грей Делайл – Дафни Блейк
- Джули Боуен – д-р Девън Oлбрайт
- Фил Ламар – Стан
- Лейси Шабер – Мелани Стейпълс
- Алън Рачинс – д-р Нед Стейпълс
- Пол Рубенс – Ирв

## В България
В България филмът първоначално е излъчен на 18 октомври 2014 г. по „Хоум Бокс Офис“, а през 2021 г. се излъчва по Картун Нетуърк като част от „Картун Нетуърк кино“, преведен като „Скуби-Ду и Меха кучето“.
През 2022 г. е достъпен в „Ейч Би О Макс“.

### Дублажи

#### Войсоувър дублаж
| Озвучаващи артисти | Стоян Цветков Стефан Стефанов Иван Петков Ася Братанова Даринка Митова |
| Преводач           | Анна Делчева                                                           |
| Тонрежисьор        | Ясен Пенчев                                                            |